# Aglossa rabatalis
Aglossa rabatalis is een vlinder uit de familie snuitmotten (Pyralidae). De wetenschappelijke naam is voor het eerst geldig gepubliceerd in 1923 door Joannis.
De soort komt voor in Europa.